# Кубок России по кёрлингу среди смешанных пар 2009
Кубок России по кёрлингу среди смешанных пар 2009 (Кубок России по кёрлингу в дисциплине дабл-микст 2009) проводился с 4 по 6 сентября 2009 года в городе Дмитров на арене Центр фигурного катания и кёрлинга МУ СК «Дмитров». Турнир проводился во 2-й раз.
В турнире приняло участие 12 команд из Москвы (3 команды), Санкт-Петербурга (4 команды), Московской области (2 команды), Ленинградской области (1 команда), Калининграда (1 команда) и Челябинска (1 команда).
Обладателями Кубка стала команда «ШВСМ ЗВС-1» (Санкт-Петербург), проигравшая в финале команде «Сборная Ленинградской области и Санкт-Петербурга» (выступавшей вне зачёта) со счётом 4:5. Третье место заняла команда «Сборная Москвы» (Москва), победившая в матче за бронзу команду «СДЮСШОР "Юность-Метар"» (Челябинск) со счётом 7:6.

## Регламент соревнований
Соревнования проводились по круговой системе в четырех группах по 3 команды в каждой, в один круг. Команды, занявшие по итогам кругового турнира 1-е и 2-е места в группах, получали право выхода во второй этап, плей-офф, в четвертьфинал соревнований. 
В данной дисциплине все игры состоят из 6 эндов (при необходимости играются дополнительные энды, экстра-энды, до выявления победителя).

## Команды
|          | Команда | Кёрлингист 1      | Кёрлингист 2       | Тренер                                                                              |
| -------- | --- | ----------------- | ------------------ | ----------------------------------------------------------------------------------- |
| Группа A | |                   |                    |                                                                                     |
| A1       | ЭШВСМ «Москвич»-1 (Москва) | Александр Кириков | Анна Сидорова      | О. А. Андрианова, Ю.А. Андрианов                                                    |
| A2       | Калининград | Леонид Ривкинд    | Юлия Портунова     | С.Ю. Беланов, А.Н. Трегуб                                                           |
| A3       | СДЮСШОР "Юность-Метар" (Челябинск)                                                                                                   | Михаил Брусков    | Ольга Журавлёва    | Е.А. Жиделев, О.И. Пригоренко                                                       |
| Группа B | |                   |                    |                                                                                     |
| B1       | ШВСМ ЗВС-2 (Санкт-Петербург) | Валентин Деменков | Виктория Моисеева  | запасной: Денис Яковлев тренеры: О. А. Андрианова, Ю.А. Андрианов                   |
| B2       | Сборная Московской области | Татьяна Лукина    | Сергей Иванов      | Т.В. Смирнова                                                                       |
| B3       | Сборная Ленинградской области | Мария Малашина    | Александр Чугайнов | А.В. Целоусов, М.А. Малашина                                                        |
| Группа C | |                   |                    |                                                                                     |
| C1       | Северо-Западный Федеральный Округ (Сборная Ленинградской области и Санкт-Петербурга) (команда участвовала в Кубке России вне зачета) | Алексей Камнев    | Яна Некрасова      | И.В. Колесникова, М.А. Малашина                                                     |
| C2       | УОР №2 (Санкт-Петербург) | Александр Бадилин | Олеся Колесникова  | запасные: Валентина Нарожная, Олеся Глущенко тренеры: К.Ю. Задворнов, С.Н. Яковлева |
| C3       | ЭШВСМ «Москвич»-2 (Москва) | Вадим Раев        | Екатерина Антонова | С.Я. Калалб, Н.Н. Петрова                                                           |
| Группа D | |                   |                    |                                                                                     |
| D1       | ШВСМ ЗВС-1 (Санкт-Петербург) | Иван Уледев       | Мария Дуюнова      | запасной: Пётр Дрон тренеры: И.В. Колесникова, А.В. Колесников, К.Ю. Задворнов      |
| D2       | Сборная Москвы | Владимир Собакин  | Юлия Светова       | Ю.С. Светова, Н.Н. Петрова                                                          |
| D3       | МОУ ДОД СДЮСШОР (Дмитров, Московская область)                                                                                        | Анна Грецкая      | Павел Мишин        | А.Д. Грецкая                                                                        |

## Результаты соревнований
Время начала матчей указано по московскому времени (UTC+3).

### Групповой этап

#### Группа A
| Место | Команда                | 1   | 2   | 3   | В | П |
| ----- | ---------------------- | --- | --- | --- | - | - |
| 1     | ЭШВСМ «Москвич»-1      | *   | 6:4 | 5:3 | 2 | 0 |
| 2     | СДЮСШОР "Юность-Метар" | 4:6 | *   | 6:4 | 1 | 1 |
| 3     | Калининград            | 3:5 | 4:6 | *   | 0 | 2 |

#### Группа B
| Место | Команда                       | 1   | 2   | 3   | В | П |
| ----- | ----------------------------- | --- | --- | --- | - | - |
| 1     | ШВСМ ЗВС-2                    | *   | 7:3 | 7:4 | 2 | 0 |
| 2     | Сборная Московской области    | 3:7 | *   | 7:5 | 1 | 1 |
| 3     | Сборная Ленинградской области | 4:7 | 5:7 | *   | 0 | 2 |

#### Группа C
| Место | Команда                                 | 1    | 2    | 3   | В | П |
| ----- | --------------------------------------- | ---- | ---- | --- | - | - |
| 1     | Сборная Лен. области и Санкт-Петербурга | *    | 11:0 | 8:0 | 2 | 0 |
| 2     | ЭШВСМ «Москвич»-2                       | 0:11 | *    | 8:4 | 1 | 1 |
| 3     | УОР №2                                  | 0:8  | 4:8  | *   | 0 | 2 |

#### Группа D
| Место | Команда         | 1   | 2   | 3   | В | П |
| ----- | --------------- | --- | --- | --- | - | - |
| 1     | Сборная Москвы  | *   | 9:4 | 5:4 | 2 | 0 |
| 2     | ШВСМ ЗВС-1      | 4:9 | *   | 7:2 | 1 | 1 |
| 3     | МОУ ДОД СДЮСШОР | 4:5 | 2:7 | *   | 0 | 2 |

     Проходят в плей-офф.

### Плей-офф
Начало матчей: четвертьфинальные матчи 5 сентября 20:00, полуфиналы 6 сентября 12:30, финал и матч за 3-е место 6 сентября 16:30.
|  | Четвертьфинал                           | Четвертьфинал                           | Четвертьфинал                           | Четвертьфинал                           | Четвертьфинал                           | Четвертьфинал                           | Четвертьфинал                           | Четвертьфинал                           | Четвертьфинал                           | Четвертьфинал                           |                                         |                        | Полуфинал              | Полуфинал              | Полуфинал              | Полуфинал              | Полуфинал              | Полуфинал              | Полуфинал              | Полуфинал            | Полуфинал            | Полуфинал            |                                         |                                         | Финал                                   | Финал                                   | Финал                                   | Финал                                   | Финал                                   | Финал                                   | Финал                                   | Финал                  | Финал                  | Финал |
|  |                                         |                                         |                                         |                                         |                                         |                                         |                                         |                                         |                                         |                                         |                                         |                        |                        |                        |                        |                        |                        |                        |                        |                      |                      |                      |                                         |                                         |                                         |                                         |                                         |                                         |                                         |                                         |                                         |                        |                        |       |
|  | ШВСМ ЗВС-2                              | ШВСМ ЗВС-2                              | ШВСМ ЗВС-2                              | ШВСМ ЗВС-2                              | ШВСМ ЗВС-2                              | ШВСМ ЗВС-2                              | ШВСМ ЗВС-2                              | ШВСМ ЗВС-2                              | ШВСМ ЗВС-2                              | 4                                       |                                         |                        |                        |                        |                        |                        |                        |                        |                        |                      |                      |                      |                                         |                                         |                                         |                                         |                                         |                                         |                                         |                                         |                                         |                        |                        |       |
|  | ШВСМ ЗВС-2                              | ШВСМ ЗВС-2                              | ШВСМ ЗВС-2                              | ШВСМ ЗВС-2                              | ШВСМ ЗВС-2                              | ШВСМ ЗВС-2                              | ШВСМ ЗВС-2                              | ШВСМ ЗВС-2                              | ШВСМ ЗВС-2                              | 4                                       |                                         |                        |                        |                        |                        |                        |                        |                        |                        |                      |                      |                      |                                         |                                         |                                         |                                         |                                         |                                         |                                         |                                         |                                         |                        |                        |       |
|  | СДЮСШОР "Юность-Метар"                  | СДЮСШОР "Юность-Метар"                  | СДЮСШОР "Юность-Метар"                  | СДЮСШОР "Юность-Метар"                  | СДЮСШОР "Юность-Метар"                  | СДЮСШОР "Юность-Метар"                  | СДЮСШОР "Юность-Метар"                  | СДЮСШОР "Юность-Метар"                  | СДЮСШОР "Юность-Метар"                  | 6                                       |                                         |                        |                        |                        |                        |                        |                        |                        |                        |                      |                      |                      |                                         |                                         |                                         |                                         |                                         |                                         |                                         |                                         |                                         |                        |                        |       |
|  | СДЮСШОР "Юность-Метар"                  | СДЮСШОР "Юность-Метар"                  | СДЮСШОР "Юность-Метар"                  | СДЮСШОР "Юность-Метар"                  | СДЮСШОР "Юность-Метар"                  | СДЮСШОР "Юность-Метар"                  | СДЮСШОР "Юность-Метар"                  | СДЮСШОР "Юность-Метар"                  | СДЮСШОР "Юность-Метар"                  | 6                                       | СДЮСШОР "Юность-Метар"                  | СДЮСШОР "Юность-Метар" | СДЮСШОР "Юность-Метар" | СДЮСШОР "Юность-Метар" | СДЮСШОР "Юность-Метар" | СДЮСШОР "Юность-Метар" | СДЮСШОР "Юность-Метар" | СДЮСШОР "Юность-Метар" | СДЮСШОР "Юность-Метар" | 2                    |                      |                      |                                         |                                         |                                         |                                         |                                         |                                         |                                         |                                         |                                         |                        |                        |       |
|  |                                         |                                         |                                         |                                         |                                         |                                         |                                         |                                         |                                         |                                         | СДЮСШОР "Юность-Метар"                  | СДЮСШОР "Юность-Метар" | СДЮСШОР "Юность-Метар" | СДЮСШОР "Юность-Метар" | СДЮСШОР "Юность-Метар" | СДЮСШОР "Юность-Метар" | СДЮСШОР "Юность-Метар" | СДЮСШОР "Юность-Метар" | СДЮСШОР "Юность-Метар" | 2                    |                      |                      |                                         |                                         |                                         |                                         |                                         |                                         |                                         |                                         |                                         |                        |                        |       |
|  |                                         |                                         | Сборная Лен. области и Санкт-Петербурга | Сборная Лен. области и Санкт-Петербурга | Сборная Лен. области и Санкт-Петербурга | Сборная Лен. области и Санкт-Петербурга | Сборная Лен. области и Санкт-Петербурга | Сборная Лен. области и Санкт-Петербурга | Сборная Лен. области и Санкт-Петербурга | Сборная Лен. области и Санкт-Петербурга | Сборная Лен. области и Санкт-Петербурга | 8                      |                        |                        |                        |                        |                        |                        |                        |                      |                      |                      |                                         |                                         |                                         |                                         |                                         |                                         |                                         |                                         |                                         |                        |                        |       |
|  | Сборная Лен. области и Санкт-Петербурга | Сборная Лен. области и Санкт-Петербурга | Сборная Лен. области и Санкт-Петербурга | Сборная Лен. области и Санкт-Петербурга | Сборная Лен. области и Санкт-Петербурга | Сборная Лен. области и Санкт-Петербурга | Сборная Лен. области и Санкт-Петербурга | Сборная Лен. области и Санкт-Петербурга | Сборная Лен. области и Санкт-Петербурга | Сборная Лен. области и Санкт-Петербурга | Сборная Лен. области и Санкт-Петербурга | 8                      | 10                     |                        |                        |                        |                        |                        |                        |                      |                      |                      |                                         |                                         |                                         |                                         |                                         |                                         |                                         |                                         |                                         |                        |                        |       |
|  | Сборная Лен. области и Санкт-Петербурга | Сборная Лен. области и Санкт-Петербурга | Сборная Лен. области и Санкт-Петербурга | Сборная Лен. области и Санкт-Петербурга | Сборная Лен. области и Санкт-Петербурга | Сборная Лен. области и Санкт-Петербурга | Сборная Лен. области и Санкт-Петербурга | Сборная Лен. области и Санкт-Петербурга | Сборная Лен. области и Санкт-Петербурга |                                         |                                         |                        | 10                     |                        |                        |                        |                        |                        |                        |                      |                      |                      |                                         |                                         |                                         |                                         |                                         |                                         |                                         |                                         |                                         |                        |                        |       |
|  | Сборная Московской области              | Сборная Московской области              | Сборная Московской области              | Сборная Московской области              | Сборная Московской области              | Сборная Московской области              | Сборная Московской области              | Сборная Московской области              | Сборная Московской области              | 1                                       |                                         |                        |                        |                        |                        |                        |                        |                        |                        |                      |                      |                      |                                         |                                         |                                         |                                         |                                         |                                         |                                         |                                         |                                         |                        |                        |       |
|  | Сборная Московской области              | Сборная Московской области              | Сборная Московской области              | Сборная Московской области              | Сборная Московской области              | Сборная Московской области              | Сборная Московской области              | Сборная Московской области              | Сборная Московской области              | 1                                       |                                         |                        |                        |                        |                        |                        |                        |                        |                        |                      |                      |                      | Сборная Лен. области и Санкт-Петербурга | Сборная Лен. области и Санкт-Петербурга | Сборная Лен. области и Санкт-Петербурга | Сборная Лен. области и Санкт-Петербурга | Сборная Лен. области и Санкт-Петербурга | Сборная Лен. области и Санкт-Петербурга | Сборная Лен. области и Санкт-Петербурга | Сборная Лен. области и Санкт-Петербурга | Сборная Лен. области и Санкт-Петербурга | 5                      |                        |       |
|  |                                         |                                         |                                         |                                         |                                         |                                         |                                         |                                         |                                         |                                         |                                         |                        |                        |                        |                        |                        |                        |                        |                        |                      |                      |                      | Сборная Лен. области и Санкт-Петербурга | Сборная Лен. области и Санкт-Петербурга | Сборная Лен. области и Санкт-Петербурга | Сборная Лен. области и Санкт-Петербурга | Сборная Лен. области и Санкт-Петербурга | Сборная Лен. области и Санкт-Петербурга | Сборная Лен. области и Санкт-Петербурга | Сборная Лен. области и Санкт-Петербурга | Сборная Лен. области и Санкт-Петербурга | 5                      |                        |       |
|  |                                         |                                         | ШВСМ ЗВС-1                              | ШВСМ ЗВС-1                              | ШВСМ ЗВС-1                              | ШВСМ ЗВС-1                              | ШВСМ ЗВС-1                              | ШВСМ ЗВС-1                              | ШВСМ ЗВС-1                              | ШВСМ ЗВС-1                              | ШВСМ ЗВС-1                              | 4                      |                        |                        |                        |                        |                        |                        |                        |                      |                      |                      |                                         |                                         |                                         |                                         |                                         |                                         |                                         |                                         |                                         |                        |                        |       |
|  | Сборная Москвы                          | Сборная Москвы                          | Сборная Москвы                          | Сборная Москвы                          | Сборная Москвы                          | Сборная Москвы                          | Сборная Москвы                          | Сборная Москвы                          | Сборная Москвы                          | ШВСМ ЗВС-1                              | ШВСМ ЗВС-1                              | 4                      | 5                      |                        |                        |                        |                        |                        |                        |                      |                      |                      |                                         |                                         |                                         |                                         |                                         |                                         |                                         |                                         |                                         |                        |                        |       |
|  | Сборная Москвы                          | Сборная Москвы                          | Сборная Москвы                          | Сборная Москвы                          | Сборная Москвы                          | Сборная Москвы                          | Сборная Москвы                          | Сборная Москвы                          | Сборная Москвы                          |                                         |                                         |                        | 5                      |                        |                        |                        |                        |                        |                        |                      |                      |                      |                                         |                                         |                                         |                                         |                                         |                                         |                                         |                                         |                                         |                        |                        |       |
|  | ЭШВСМ «Москвич»-2                       | ЭШВСМ «Москвич»-2                       | ЭШВСМ «Москвич»-2                       | ЭШВСМ «Москвич»-2                       | ЭШВСМ «Москвич»-2                       | ЭШВСМ «Москвич»-2                       | ЭШВСМ «Москвич»-2                       | ЭШВСМ «Москвич»-2                       | ЭШВСМ «Москвич»-2                       | 3                                       |                                         |                        |                        |                        |                        |                        |                        |                        |                        |                      |                      |                      |                                         |                                         |                                         |                                         |                                         |                                         |                                         |                                         |                                         |                        |                        |       |
|  | ЭШВСМ «Москвич»-2                       | ЭШВСМ «Москвич»-2                       | ЭШВСМ «Москвич»-2                       | ЭШВСМ «Москвич»-2                       | ЭШВСМ «Москвич»-2                       | ЭШВСМ «Москвич»-2                       | ЭШВСМ «Москвич»-2                       | ЭШВСМ «Москвич»-2                       | ЭШВСМ «Москвич»-2                       | 3                                       | ШВСМ ЗВС-1                              | ШВСМ ЗВС-1             | ШВСМ ЗВС-1             | ШВСМ ЗВС-1             | ШВСМ ЗВС-1             | ШВСМ ЗВС-1             | ШВСМ ЗВС-1             | ШВСМ ЗВС-1             | ШВСМ ЗВС-1             | 11                   |                      |                      |                                         |                                         |                                         |                                         |                                         |                                         |                                         |                                         |                                         |                        |                        |       |
|  |                                         |                                         |                                         |                                         |                                         |                                         |                                         |                                         |                                         |                                         | ШВСМ ЗВС-1                              | ШВСМ ЗВС-1             | ШВСМ ЗВС-1             | ШВСМ ЗВС-1             | ШВСМ ЗВС-1             | ШВСМ ЗВС-1             | ШВСМ ЗВС-1             | ШВСМ ЗВС-1             | ШВСМ ЗВС-1             | 11                   |                      |                      |                                         |                                         |                                         |                                         |                                         |                                         |                                         |                                         |                                         |                        |                        |       |
|  |                                         |                                         | Сборная Москвы                          | Сборная Москвы                          | Сборная Москвы                          | Сборная Москвы                          | Сборная Москвы                          | Сборная Москвы                          | Сборная Москвы                          | Сборная Москвы                          | Сборная Москвы                          | 6                      |                        |                        |                        |                        |                        |                        |                        |                      |                      |                      |                                         |                                         |                                         |                                         |                                         |                                         |                                         |                                         |                                         |                        |                        |       |
|  | ЭШВСМ «Москвич»-1                       | ЭШВСМ «Москвич»-1                       | ЭШВСМ «Москвич»-1                       | ЭШВСМ «Москвич»-1                       | ЭШВСМ «Москвич»-1                       | ЭШВСМ «Москвич»-1                       | ЭШВСМ «Москвич»-1                       | ЭШВСМ «Москвич»-1                       | ЭШВСМ «Москвич»-1                       | Сборная Москвы                          | Сборная Москвы                          | 6                      | 4                      |                        |                        | Матч за третье место   | Матч за третье место   | Матч за третье место   | Матч за третье место   | Матч за третье место | Матч за третье место | Матч за третье место | Матч за третье место                    | Матч за третье место                    | Матч за третье место                    |                                         |                                         |                                         |                                         |                                         |                                         |                        |                        |       |
|  | ЭШВСМ «Москвич»-1                       | ЭШВСМ «Москвич»-1                       | ЭШВСМ «Москвич»-1                       | ЭШВСМ «Москвич»-1                       | ЭШВСМ «Москвич»-1                       | ЭШВСМ «Москвич»-1                       | ЭШВСМ «Москвич»-1                       | ЭШВСМ «Москвич»-1                       | ЭШВСМ «Москвич»-1                       |                                         |                                         |                        | 4                      |                        |                        | Матч за третье место   | Матч за третье место   | Матч за третье место   | Матч за третье место   | Матч за третье место | Матч за третье место | Матч за третье место | Матч за третье место                    | Матч за третье место                    | Матч за третье место                    |                                         |                                         |                                         |                                         |                                         |                                         |                        |                        |       |
|  | ШВСМ ЗВС-1                              | ШВСМ ЗВС-1                              | ШВСМ ЗВС-1                              | ШВСМ ЗВС-1                              | ШВСМ ЗВС-1                              | ШВСМ ЗВС-1                              | ШВСМ ЗВС-1                              | ШВСМ ЗВС-1                              | ШВСМ ЗВС-1                              | 5                                       |                                         |                        |                        |                        |                        |                        |                        |                        |                        |                      |                      |                      |                                         |                                         |                                         |                                         |                                         |                                         |                                         |                                         |                                         |                        |                        |       |
|  | ШВСМ ЗВС-1                              | ШВСМ ЗВС-1                              | ШВСМ ЗВС-1                              | ШВСМ ЗВС-1                              | ШВСМ ЗВС-1                              | ШВСМ ЗВС-1                              | ШВСМ ЗВС-1                              | ШВСМ ЗВС-1                              | ШВСМ ЗВС-1                              | 5                                       |                                         |                        |                        |                        |                        |                        |                        |                        |                        |                      |                      |                      |                                         |                                         |                                         |                                         |                                         |                                         |                                         |                                         |                                         |                        |                        |       |
|  |                                         |                                         |                                         |                                         |                                         |                                         |                                         |                                         |                                         |                                         |                                         |                        |                        |                        |                        |                        |                        |                        |                        |                      |                      |                      |                                         |                                         | СДЮСШОР "Юность-Метар"                  | СДЮСШОР "Юность-Метар"                  | СДЮСШОР "Юность-Метар"                  | СДЮСШОР "Юность-Метар"                  | СДЮСШОР "Юность-Метар"                  | СДЮСШОР "Юность-Метар"                  | СДЮСШОР "Юность-Метар"                  | СДЮСШОР "Юность-Метар" | СДЮСШОР "Юность-Метар" | 6     |
|  |                                         |                                         |                                         |                                         |                                         |                                         |                                         |                                         |                                         |                                         |                                         |                        |                        |                        |                        |                        |                        |                        |                        |                      |                      |                      |                                         |                                         | СДЮСШОР "Юность-Метар"                  | СДЮСШОР "Юность-Метар"                  | СДЮСШОР "Юность-Метар"                  | СДЮСШОР "Юность-Метар"                  | СДЮСШОР "Юность-Метар"                  | СДЮСШОР "Юность-Метар"                  | СДЮСШОР "Юность-Метар"                  | СДЮСШОР "Юность-Метар" | СДЮСШОР "Юность-Метар" | 6     |
|  |                                         |                                         |                                         |                                         |                                         |                                         |                                         |                                         |                                         |                                         |                                         |                        |                        |                        |                        |                        |                        |                        |                        |                      |                      |                      |                                         |                                         | Сборная Москвы                          | Сборная Москвы                          | Сборная Москвы                          | Сборная Москвы                          | Сборная Москвы                          | Сборная Москвы                          | Сборная Москвы                          | Сборная Москвы         | Сборная Москвы         | 7     |
|  |                                         |                                         |                                         |                                         |                                         |                                         |                                         |                                         |                                         |                                         |                                         |                        |                        |                        |                        |                        |                        |                        |                        |                      |                      |                      |                                         |                                         | Сборная Москвы                          | Сборная Москвы                          | Сборная Москвы                          | Сборная Москвы                          | Сборная Москвы                          | Сборная Москвы                          | Сборная Москвы                          | Сборная Москвы         | Сборная Москвы         | 7     |

### Итоговая классификация
| Место | Команда                                                       | И | В | П |
| ----- | ------------------------------------------------------------- | - | - | - |
|       | Сборная Ленинградской области и Санкт-Петербурга (вне зачёта) | 5 | 5 | 0 |
| 1     | ШВСМ ЗВС-1                                                    | 5 | 4 | 1 |
| 2     | Сборная Москвы                                                | 5 | 4 | 1 |
| 3     | СДЮСШОР «Юность-Метар»                                        | 5 | 2 | 3 |
| 4     |                                                               |   |   |   |
| 5—6   | ШВСМ ЗВС-2                                                    | 3 | 2 | 1 |
| 5—6   | ЭШВСМ «Москвич»-1                                             | 3 | 2 | 1 |
| 7—8   | Сборная Московской области                                    | 3 | 1 | 2 |
| 7—8   | ЭШВСМ «Москвич»-2                                             | 3 | 1 | 2 |
| 9—12  | Калининград                                                   | 2 | 0 | 2 |
| 9—12  | Сборная Ленинградской области                                 | 2 | 0 | 2 |
| 9—12  | УОР №2                                                        | 2 | 0 | 2 |
| 9—12  | МОУ ДОД СДЮСШОР                                               | 2 | 0 | 2 |